# 西弗洛伊滕峰

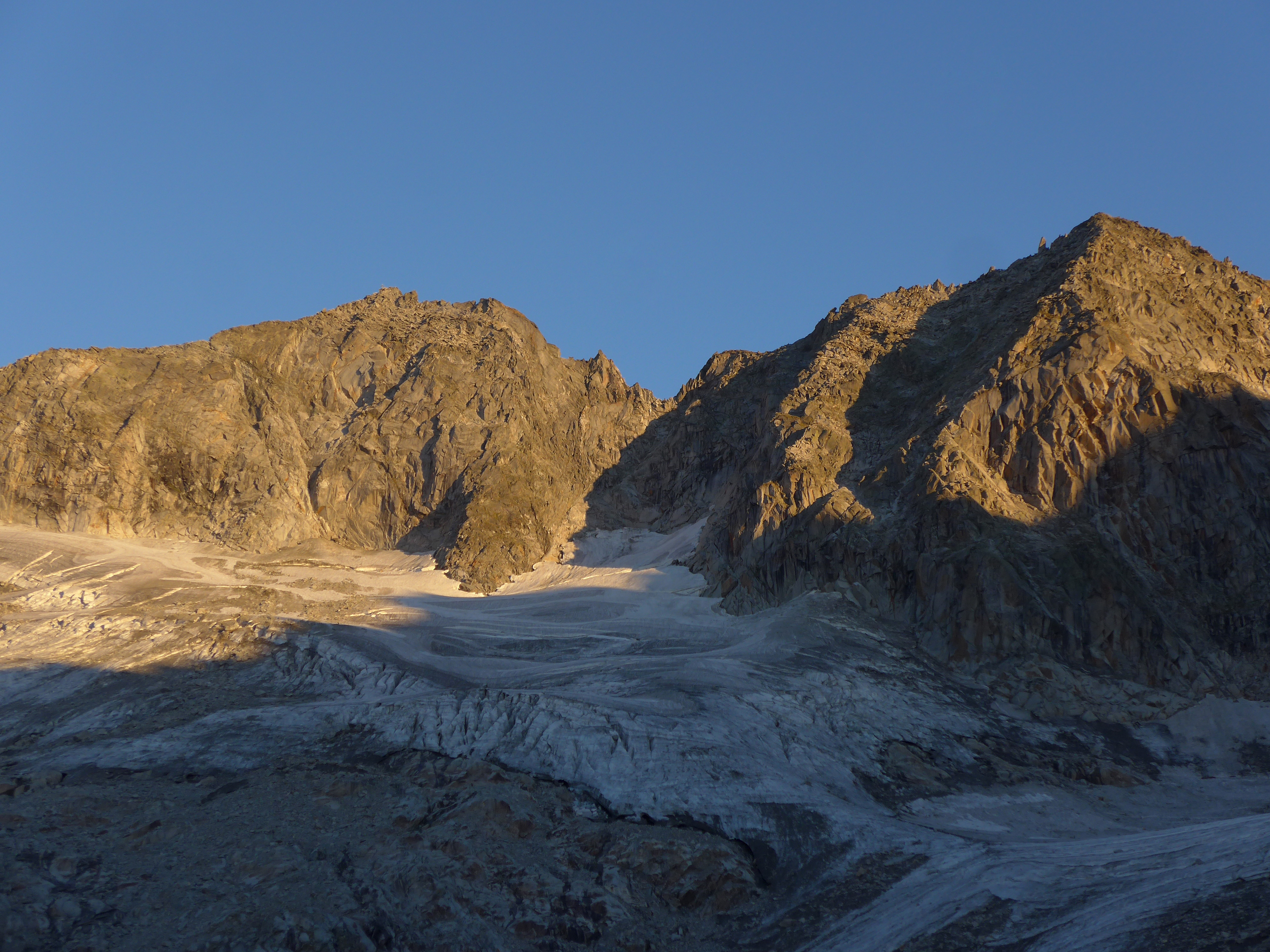

47°01′13″N 11°53′43″E / 47.020395°N 11.895261°E
西弗洛伊滕峰（德語：Westliche Floitenspitze），是中歐的山峰，位於奧地利和意大利接壤的邊境，屬於齊勒塔爾阿爾卑斯山脈的一部分，海拔高度3,195米，人類在1876年8月13日首次登頂。